# Эд II де Блуа

Владения Эда де Блуа (обозначены жёлтым цветом)

Эд II де Блуа (Эд Шампанец; фр. Eudes II le Champenois de Blois; около 983 — 15 ноября 1037, Бар-ле-Дюк) — граф Блуа, Шартра, Шатодена, Провена, Реймса и Тура (под именем Эд II) с 1004 года, граф Труа и Мо (под именем Эд I) с 1022 года. Сын графа Блуа Эда I и Берты Бургундской.

## Биография

### Правление
В 1015 году Эд II де Блуа обменял часть графства Бове на город Сансер (у епископа Роже).
В 1021 или 1023 году, не оставив наследников, умер граф Труа Этьен I. Король Франции Роберт II передал его владения Эду II де Блуа — своему пасынку, который к тому же был родственником покойного графа. Однако Эд был вынужден уступить королю графство Дрё — приданое своей первой жены.
В 1023 году в результате феодальной войны с герцогом Лотарингии Тьерри I и графом Туля Ферри Эд де Блуа захватил часть их владений, где построил крепости: Бурмон (в Бассиньи) и Вокулёр (на Мёзе). Однако вскоре они были разрушены по приказу германского императора Генриха II Святого, в юрисдикции которого находились эти территории.
В 1032 году умер бездетный король Бургундии Родольф III, назначивший своим наследником германского императора Конрада II. Эд II де Блуа, как племянник покойного (сын его старшей сестры Берты), предъявил права на королевство, и занял Бургундию. Так началась война за бургундское наследство 1032—1034 годов.
Конрад II вёл боевые действия на два фронта — в Бургундии и Шампани, и одержал победу.
В 1037 году Эд II де Блуа начал войну с герцогом Лотарингии, и погиб 15 ноября в битве около Бар-ле-Дюка.

### Семья
1-я жена: (с 1003/1004) Матильда Нормандская (ум. ок. 1005), дочь Ричарда I Бесстрашного, герцога Нормандии и Гуннор де Крепон. Детей от этого брака не было.
2-я жена: Ирменгарда Овернская (ум. после 1042), дочь Гильома IV, графа Оверни. Дети:
- Тибо III де Блуа (1010/1012 — 1089), граф Блуа[3];
- Берта де Блуа (ум. 1085); 1-й брак: муж — герцог Ален III Бретонский; 2-й брак: муж — Гуго IV, граф Мэна[3];
- Этьен II де Труа (ум. ок. 1048), граф Труа и Мо[3].